# Brachiaria platynota
Brachiaria platynota là một loài thực vật có hoa trong họ Hòa thảo. Loài này được (K.Schum.) Robyns mô tả khoa học đầu tiên năm 1932.